# Carlos Chinin
Carlos Eduardo Bezerra Chinin (né le 3 mai 1985 à São Paulo) est un athlète brésilien, spécialiste des épreuves combinées.

## Biographie
Il remporte le titre du décathlon des championnats d'Amérique du Sud en 2006 et 2009.
En 2013, Carlos Chinin se classe deuxième du Meeting de Götzis, derrière le Canadien Damian Warner, en portant son record personnel à 8 182 pts. Deux semaines plus tard, il réussit 8 393 pts à São Paulo lors des championnats nationaux, et bat ainsi de plus de cent points le record du Brésil détenu depuis 2012 par Luiz Alberto de Araújo. Il confirme ses bonnes dispositions lors des championnats du monde à Moscou, où il finit à la 6e place.

### Palmarès
| Date | Compétition                      | Lieu           | Résultat | Épreuve   | Points |
| ---- | -------------------------------- | -------------- | -------- | --------- | ------ |
| 2005 | Championnats d'Amérique du Sud   | Cali           | 4e       | Décathlon | 7 307  |
| 2006 | Championnats d'Amérique du Sud   | Tunja          | 1er      | Décathlon | 7 208  |
| 2006 | Champ. d'Amérique du Sud espoirs | Buenos Aires   | 1er      | Décathlon | 7 253  |
| 2007 | Jeux panaméricains               | Rio de Janeiro | 3e       | Décathlon | 7 977  |
| 2007 | Championnats du monde            | Osaka          | —        | Décathlon | DNF    |
| 2007 | Universiade                      | Bangkok        | 3e       | Décathlon | 7 920  |
| 2008 | Hypo-Meeting                     | Götzis         | 13e      | Décathlon | 7 778  |
| 2008 | Jeux olympiques                  | Pékin          | —        | Décathlon | DNF    |
| 2009 | Championnats d'Amérique du Sud   | Lima           | 1er      | Décathlon | 7 474  |
| 2013 | Hypo-Meeting                     | Götzis         | 2e       | Décathlon | 8 182  |
| 2013 | Championnats du monde            | Moscou         | 6e       | Décathlon | 8 388  |

## Records
| Épreuve    | Performance    | Lieu      | Date           |
| ---------- | -------------- | --------- | -------------- |
| Décathlon  | 8 393 pts (AR) | São Paulo | 8 juin 2013    |
| Heptathlon | 5 951 pts (AR) | Tallinn   | 8 février 2014 |